# Clyde Mayes
Clyde Clauthen Mayes Jr. (Greenville, Carolina del Sur, 17 de marzo de 1953) es un exjugador de baloncesto estadounidense que jugó durante dos temporadas en la NBA, además de hacerlo en la liga italiana, la liga francesa y en la liga ACB. Con 2,03 metros de estatura, lo hacía en la posición de ala-pívot.

## Trayectoria deportiva

### Universidad
Jugó durante cuatro temporadas con los Paladins de la Universidad Furman en las que promedió 17,9 puntos y 12,5 rebotes por partido. En sus tres últimas temporadas fue incluido en el mejor quinteto de la Southern Conference, siendo elegido como Jugador del Año en las dos finales. En 1975 fue además incluido en el tercer equipo All-American.

### Profesional
Fue elegido en la vigésimo segunda posición del Draft de la NBA de 1975 por Milwaukee Bucks, donde jugó una temporada en la que promedió 4,4 puntos y 4,0 rebotes por partido. Al año siguiente jugó hasta con tres equipos diferentes, Indiana Pacers, Buffalo Braves y Portland Trail Blazers, siendo despedido de todos ellos tras jugar en el que más 5 partidos.
En 1977 decide contiuar su carrera profesional en Italia, fichando por el Mecap Vigevano de la Serie A2, con quienes consigue ascender a la Serie A1 en su primera temporada. En total jugaría 4 temporadas en el equipo, promediando 23,1 puntos y 11,9 rebotes por partido.
En 1981 ficharía por el Stade Français Paris francés, donde permanecería dos temporadas, antes de regresar a la liga italiana fichando por el Binova Bergamo. Allí jugaría una única temporada, en la que promedió 19,1 puntos y 8,9 rebotes por partido. Tras un breve paso por el Jollycolombani Cantu, donde sólo jugó 9 partidos antes de ser cortado, en 1985 cambia de liga, fichando por el TDK Manresa de la liga ACB española. Allí jugó dos temporadas, en las que promedió 22,1 puntos y 9,9 rebotes por partido. En su primera temporada en el equipo lideró la liga en rebotes, con más de 11 por partido.
En 1987 con 34 años, aceptó la oferta del Pamesa Valencia. Su primera temporada rindió a gran nivel en Primera B siendo fundamental para el ascenso a ACB. Pero una vez en ACB bajó su rendimiento y sólo disputó 7 partidos antes de ser cortado, retirándose definitivamente. 

## Estadísticas de su carrera en la NBA

### Temporada regular
| Temporada | Edad | Equipo                 | Liga | P  | TIT | MIN  | TC  | TCA | %TC  | 3P | 3PA | %3P | TL  | TLA | %TL  | R.OF. | R.DEF. | REB | ASIS | ROB | TAP | PER | FP  | PTS |
| 1975-76   | 22   | Milwaukee Bucks        | NBA  | 65 |     | 14.6 | 1.8 | 3.8 | .460 |    |     |     | 0.9 | 1.5 | .577 | 1.5   | 2.6    | 4.0 | 0.6  | 0.1 | 0.6 |     | 2.4 | 4.4 |
| 1976-77   | 23   | TOTAL                  | NBA  | 9  |     | 5.8  | 0.6 | 2.1 | .263 |    |     |     | 0.3 | 0.8 | .429 | 1.1   | 0.7    | 1.8 | 0.3  | 0.0 | 0.4 |     | 1.3 | 1.4 |
| 1976-77   | 23   | Indiana Pacers         | NBA  | 2  |     | 10.5 | 1.5 | 3.5 | .429 |    |     |     | 0.5 | 2.0 | .250 | 2.0   | 1.5    | 3.5 | 1.5  | 0.0 | 1.0 |     | 2.5 | 3.5 |
| 1976-77   | 23   | Buffalo Braves         | NBA  | 2  |     | 3.5  | 0.0 | 1.5 | .000 |    |     |     | 1.0 | 1.5 | .667 | 0.0   | 1.5    | 1.5 | 0.0  | 0.0 | 0.0 |     | 1.0 | 1.0 |
| 1976-77   | 23   | Portland Trail Blazers | NBA  | 5  |     | 4.8  | 0.4 | 1.8 | .222 |    |     |     | 0.0 | 0.0 |      | 1.2   | 0.0    | 1.2 | 0.0  | 0.0 | 0.4 |     | 1.0 | 0.8 |
| Total     |      |                        | NBA  | 74 |     | 13.5 | 1.6 | 3.6 | .446 |    |     |     | 0.8 | 1.4 | .567 | 1.4   | 2.3    | 3.8 | 0.5  | 0.1 | 0.6 |     | 2.2 | 4.0 |

### Playoffs
| Temporada | Edad | Equipo          | Liga | P | MIN | TCA | TC | 3PA | 3P | TLA | TL | R.OF. | REB | ASIS | ROB | TAP | PER | FP | PTS | %TC  | %3P | %FT  | MIN  | PTS | REB | AST |
| 1975-76   | 22   | Milwaukee Bucks | NBA  | 3 | 41  | 1   | 5  |     |    | 3   | 4  | 0     | 6   | 1    | 1   | 1   |     | 6  | 5   | .200 |     | .750 | 13.7 | 1.7 | 2.0 | 0.3 |
| Total     |      |                 | NBA  | 3 | 41  | 1   | 5  |     |    | 3   | 4  | 0     | 6   | 1    | 1   | 1   |     | 6  | 5   | .200 |     | .750 | 13.7 | 1.7 | 2.0 | 0.3 |